# Hotel Peking

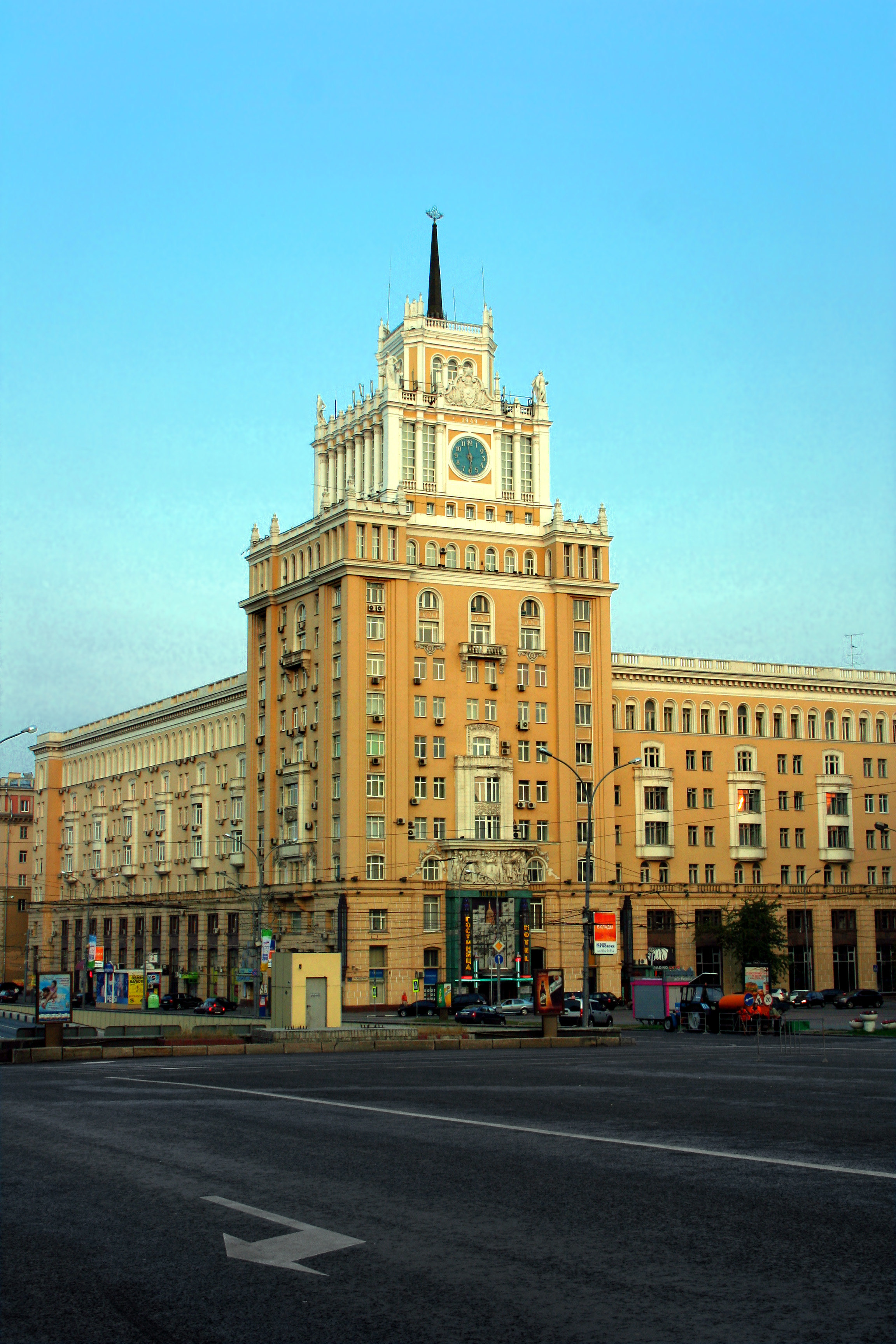
Das Hotel Peking

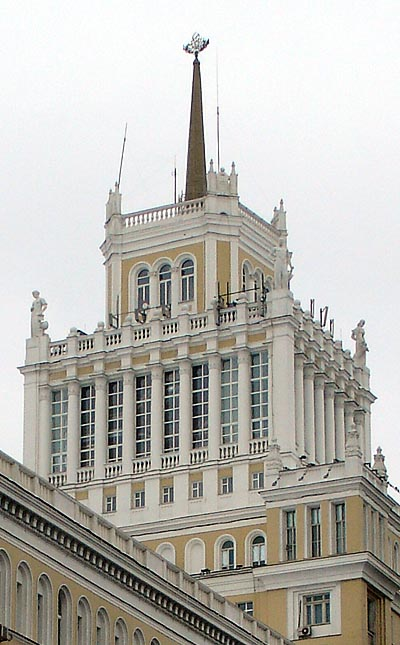
Der Eckturm

Das Hotel Peking (russisch Гостиница «Пекин») ist ein Hotel in der russischen Hauptstadt Moskau. Es steht am Gartenring nahe der Kreuzung zur Twerskaja-Straße.

## Geschichte
Das Hotel wurde ab 1946 an der Großen Sadowaja-Straße, einer Teilstraße des Gartenrings, errichtet und 1956 offiziell eröffnet. Es ist ein Gebäude im Stil des sozialistischen Klassizismus (Zuckerbäckerstil) mit Eckturm. Entworfen hatte es der Stararchitekt Dmitri Tschetschulin, der auch an der Planung des Weißen Hauses in Moskau beteiligt war und das Hotel Rossija baute. Das Gebäude steht unter Denkmalschutz.
In der Sowjetära galt es als Luxushotel und war bevorzugtes Quartier von Direktoren sowjetischer Betriebe aus der Provinz. Sie versorgten das Hotel mit Ausstattungsgegenständen, die Mangelware waren. Dazu gehörten Fensterrahmen aus Aluminium, Eingangstore aus Gusseisen, Türschlösser, Fernsehgeräte und eine Telefonanlage. Im Gegenzug genossen die Wirtschaftsfunktionäre beflissene Behandlung. Ein normaler Sowjetbürger hatte keine Chance, in dem Hotel abzusteigen. Nach dem Zerfall der Sowjetunion verkam das Hotel. 2003 wurde eine grundlegende Renovierung begonnen.
Das Hotel hat 120 Zimmer unterschiedlicher Größe und Ausstattung, zwei Restaurants, ein Café und ein Casino. Daneben verfügt das Hotel über Konferenzräume, einen Bankettsaal und Fitnesseinrichtungen. Betrieben wird das Hotel von der Firma Intourist, deren Hauptanteilseigner der Konzern Sistema ist.
Vor dem Hotel an der Twerskaja-Straße steht ein Denkmal für den Dichter Wladimir Majakowski. In unmittelbarer Nähe befinden sich zwei Zugänge zur Metrostation Majakowskaja.
Das Hotel spielt auch eine Rolle in der deutschsprachigen zeitgenössischen Literatur. In der Erzählung Tod in Habana aus dem Jahr 2007 von Hans Christoph Buch wohnt der Kultursoziologe Aschenbach – eine Anspielung auf den Schriftsteller Aschenbach in Thomas Manns Novelle Der Tod in Venedig – im Hotel Peking und wird durch einen nächtlichen Anruf mit eindeutig sexuellem Angebot geweckt. Er lehnt brüsk ab.